# Wired (списание)
„Wired“ („свързан“, „съединен“) е ежемесечно американско цветно списание, което има и онлайн издание Wired News (wired.com), издава се от март 1993 г. Тематиката му е свързана с влиянието на технологиите върху културата, икономиката и политиката. Собственост е на издателския конгломерат Condé Nast Publications и се публикува в Сан Франциско, Калифорния.
Списанието има четири международни издания: Wired UK, Wired Italia, Wired Japan и Wired Germany (от септември 2011 г.).
От 1998 до 2006 г. Wired и Wired News имат отделни собственици. През 1998 г. издателският конгломерат Condé Nast закупува списанието (но не и на сайта). През юли 2006 г. Condé Nast закупува и Wired News за $ 25 милиона, обединявайки отново списанието и Интернет сайта.

## История
Списанието е основано от американския журналист Луис Росето и партньора му Джейн Меткалф през 1993 г. с подкрепата на софтуерния предприемач Чарли Джаксън и Никлъс Негропонте от MIT Media Lab, който пише своя рубрика в списанието в продължение на шест години. Първите дизайнери са Джон Плънкет и Барбара Кър, започвайки с прототип през 1991 г. и продължавайки през първите пет години – 1993 – 98.
Wired постига голям успех на старта си и е възхваляван за своята визия, оригиналност, новаторство и културно влияние. През първите си четири години списанието печели две награди за национално списание, за цялостно постижение и дизайн.
Учредителният изпълнителен директор на Wired, Кевин Кели, е бил един от редакторите на изданията Whole Earth Catalog и Whole Earth Review, свързани с контракултурата. Той привлича много от авторите допринасяли за тези издания. Например шест от авторите на първото издание, Wired 1.01, са такива, като най-значителните от тях са Брус Стърлинг и Стюарт Бранд. Друг такъв автор е Уилям Гибсън, който е изобразен на корицата и чиято статия „Disneyland with the Death Penalty“ води до забрана за публикуването и от Сингапур.
Въпреки факта, че Кели е свързан с The Whole Earth 'Lectronic Link (The WELL), източник на ранен публичен достъп до интернет, първият брой на Wired (1.01) изобщо не набляга на интернета. Главните теми са интерактивните игри, хакването на мобилни телефони, дигитални специални ефекти, военни симулации и японските otaku (запалени фенове на аниме, манга и видео игри). Въпреки това първият брой съдържа и препратки към интернет, касаещи online запознанствата, интернет секс и ръководство за инсталиране на филтър за електронна поща. Последната страница е рубриката на Негропонте, която е оформена като e-mail и съдържа очевидно фалшиви, нестандартни e-mail адреси. Още от третия си брой от есента на 1993 г. колонката „Net Surf“ започнала да да се пълни с интересни FTP сайтове, дискусионни групи и имейл адреси, като по това време тези теми са съвсем нови. Wired е сред първите списания, които публикуват имейлите на авторите и сътрудниците си.
Помощник-издателят Катлин Лайман е привлечена за да стартира рекламната дейност на Wired. Лайман заедно със Саймън Фергюсън (първият рекламен мениджър), представят революционни рекламни кампании като привличат пазарни лидери като – Apple Computer, Intel, Sony, Calvin Klein и Absolut.
Списанието бързо е последвано от уебсайт – HotWired, от издателство – HardWired, от японска версия, както и от британска версия, Wired UK. Издаването на Wired UK скоро преустановено, но през април 2009 г.е възстановено. През 1994 г. Джон Бателе, редактор съосновател, поръчва на Джул Маршал да напише репортаж, който се превръща в сензация. Топ историята чупи рекордите за най-разгласявана история на годината и е използвана за промотирането на новинарския сайт на Wired, HotWired. HotWired от своя страна е инициатор на десетки уебсайтове, включително Webmonkey, уеб тръсачката Hotbot и блога Suck.com. През юни 1998 г., списанието дори стартира собствен борсов индекс, The Wired Index, по-късно през юли 2003 наречен Wired 40.
През май 1998 компанията е разпродадена на части. Wired са закупени от Advance Publications, които ги прикрепят към базираната си в Ню Йорк издателска къща Condé Nast Publications (запазвайки редакторските офиси на Wired в Сан Франциско). Wired Digital (съставена от wired.com, hotbot.com, webmonkey.com, etc.) е закупена от Lycos.com и двете съществуват отделно едно от друго до 2006, когато Advance Publications закупува и Интернет бизнеса, връщайки компанията в първоначален вид.

## След бума на dot-com
По време на dot-com бума, Wired трябва да се конкурира с множество други технологични публикации в интернет, включително The Industry Standard, Business 2.0, и Red Herring. С краха на dot-com, Wired все пак побеждават конкуренцията и с главен редактор Крис Андерсън, който заема поста през юни 2001 г. намира една нова посока.

## NextFest
От 2004 до 2008 г. Wired организира годишен фестивал на „иновативните продукти и технологии“. NextFest бил заплануван и за 2009 г., но по-късно е отменен.
- 2004: 14 – 16 май в Центъра Fort Mason, Сан Франциско
- 2005: 24 – 26 юни в Navy Pier, Чикаго
- 2006: 28 септември – 1 октомври в конгресен център Jacob K. Javits, Ню Йорк
- 2008: 27 септември – октомври 12, Millennium Park в Чикаго